# هدى البان
هدى البان سياسية يمنية ، كانت «وزيرة حقوق الإنسان» في اليمن حتى 20 مارس 2011، حتى أستقالت احتجاجاً على هجمات الأمن على المتظاهرين و مجزرة جمعة الكرامة أثناء ثورة الشباب اليمنية .